# Manicomio di Aversa
Il manicomio di Aversa, noto anche come Reali Case de’ Matti (1813), Reale Manicomio della Maddalena di Aversa (1865), Reale Ospedale Psichiatrico di Aversa (1934) e Ospedale Psichiatrico "S. Maria Maddalena" (1947), è stata una struttura di tipo psichiatrico, la prima d'Italia, sita nella città di Aversa, in provincia di Caserta.

## Storia

### 1813-1831: la fondazione e il primo direttore Giovanni Maria Linguiti

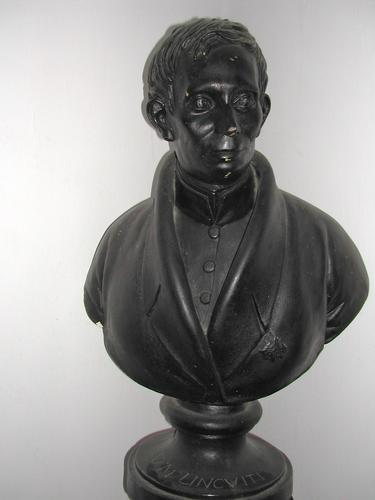
Giovanni Maria Linguiti

L’originale sede della prima struttura del Regno di Napoli che potesse accogliere le persone con problemi di tipo psichiatrico, era ubicata nello storico Ospedale degli Incurabili a Napoli, che al 1519 già aveva al proprio interno una sezione dedicata ai malati di mente denominata “Pazzeria”. Tuttavia, con l’arrivo di Napoleone Bonaparte, e la successiva fondazione del nuovo Regno di Napoli, ci si rese conto via via dell’inadeguatezza della fatiscente struttura napoletana e si pensò, quindi, di rifondare l’intero regime sanitario dei manicomi, attraverso il decentramento delle strutture appositamente configurate per trattare tale genere di pazienti. Cosi, l’11 Marzo 1813, con Regio Decreto n. 10137/3, l’allora Re di Napoli Gioacchino Murat fondò nella città di Aversa le “Reali Case de’ Matti”. La scelta di questa ubicazione fu frutto di una serie di indagini: infatti, dopo aver vagliato altre possibili sedi tra cui la Casa della Torre del Greco, già succursale degli Incurabili, e la Badia de Verginiani di Casamarciano, si decise di fondare la struttura manicomiale ad Aversa in accordo ai principali requisiti richiesti dal dibattito sanitario dell’epoca che indicava come preferenziale un luogo esterno al perimetro urbano ma ben collegato alla città. Infatti Aversa si trovava a metà strada tra la capitale del Regno, Napoli, e Caserta, sede della famosa Reggia. Fin da subito si riconobbe come i locali della Maddalena fossero insufficienti ad accogliere i folli di entrambi i sessi, e quindi per le donne alienate venne assegnato un secondo edificio, che fu quello del soppresso convento dei Cappuccini al Monte, e ancora, nel 1821, si ottenne ancora un altro immobile, il convento degli ex-Virginiani, che divenne Casa Succursale (detta di Montevergine). Comunque, nonostante le tre sedi diverse, le Reali Case de’ Matti vengono ricordate come un unico complesso, con centro l’ex convento della Maddalena. Il primo direttore della struttura fu l’abate Giovanni Maria Linguiti, un teologo che, nel 1812, dopo aver condotto uno studio sulla pazzia, pubblicò le sue Ricerche sull’alienazione della mente umana.  Il suo progetto, testimoniato da una “pianta topografica” del 1823, si fondava sul principio della netta separazione tra uomini e donne e soprattutto, dalle diverse tipologie di demenze. Egli ebbe il merito di riproporre all’interno della struttura un surrogato di quella vita che agli internati era negata, apportando negli interni inedite soluzioni decorative e fondamentali accorgimenti nell’arredamento e negli oggetti d’uso quotidiano, perché nulla potesse ricordare ai malati il motivo del loro ricovero: le inferriate alle finestre furono sostituite da grate di legno, davanzali con finte fioriere, una grande spazio verde per la salubrità e serenità dei pazienti, ma soprattutto la realizzazione di un teatro come laboratorio di psicoterapia. Il suo personale metodo, definito come “cura morale”, veniva così descritto:
Nel 1825, alla morte di Linguiti, venne nominato direttore Giuseppe Sacco Invitti, un prete del tutto ignaro del trattamento dei malati di mente, che rimase in carica per circa un biennio. Dal 1827 al 1831 fu Alessandro Carotenuto a reggere il Manicomio ma senza alcun grande merito: infatti la struttura cominciò a declinarsi tanto da attirare l’attenzione del Governo che nominò come nuovo capo delle “Reale Case de’ Matti” un uomo di fermo carattere ma di cuore benevolo, Giuseppe Simoneschi.

### 1831-1876: la direzioni di Giuseppe Simoneschi e Biagio Miraglia

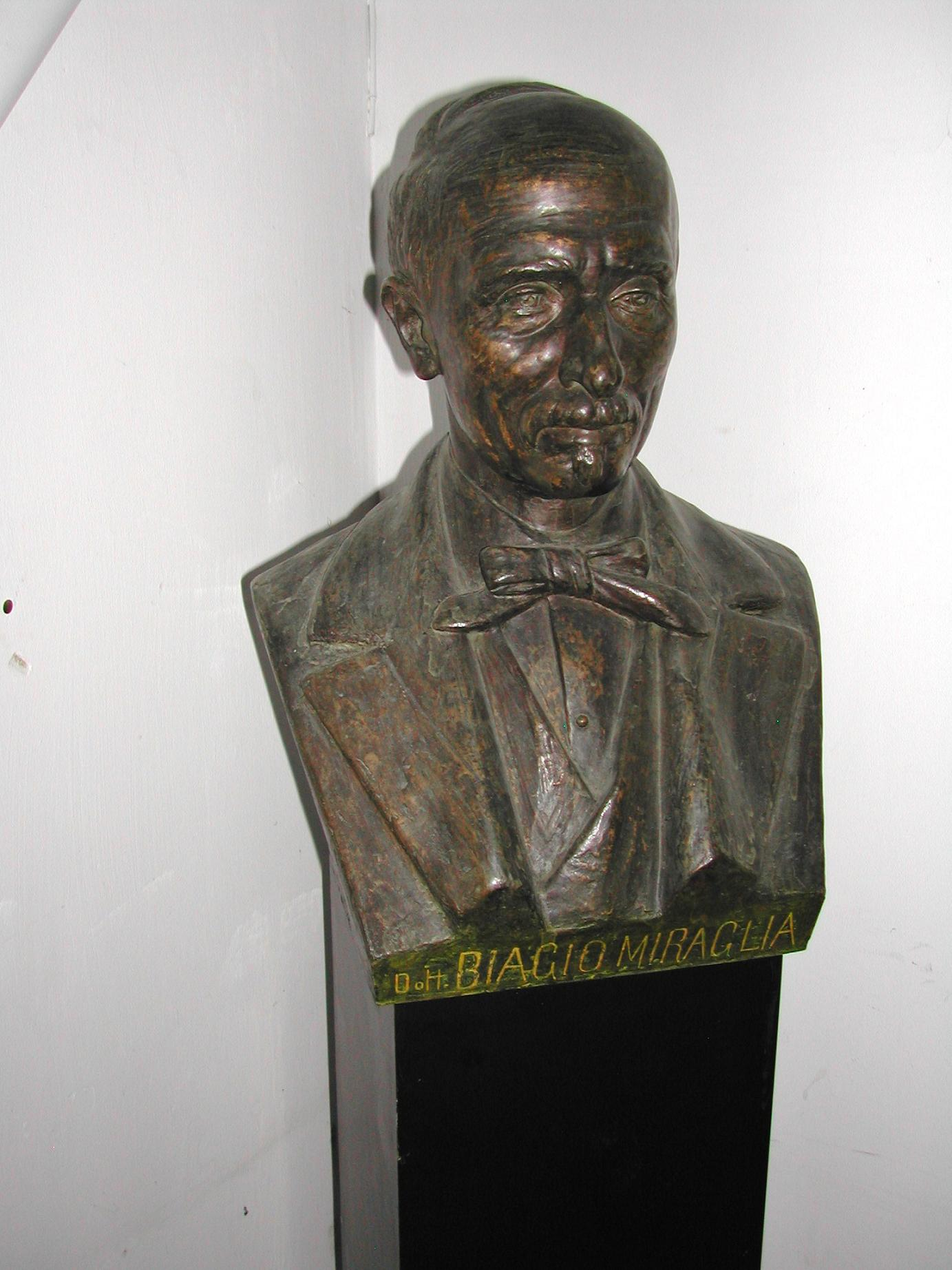
Biagio Miraglia

A partire dal 1831, con la direzione di Giuseppe Simoneschi (1831-1856), si realizzarono una serie di interventi sulla struttura originaria che permisero un’effettiva separazione degli ammalati in sezioni distinte secondo il sesso e le differenti patologie mentali e sulla stretta interrelazione tra locali per le attività terapeutiche e aree esterne. Furono, inoltre, introdotte sezioni pedagogiche, una scuola religiosa “primaria, scientifica, artistica” e “stabilimenti” per le attività industriali, artigianali e per il lavoro agricolo, mentre ai giardini fu assegnata una grande importanza nel processo di recupero degli alienati. Si apportarono importanti innovazioni agli strumenti di contenzione (letti, bagni) e, su espressa indicazione di Simoneschi, si demolì il teatro, spazio molto caro al metodo riabilitativo del Linguiti, e, al suo posto fu costruita una vasta sala per accogliere gli infermi. Tutto, quindi, cominciò ad assomigliare di più al moderno concetto di manicomio, inteso come struttura di contenzione e internamento, a scapito dell’aspetto riabilitativo della persona. Il Manicomio di Aversa diventò fin da subito il più importante del Regno delle Due Sicilie e tra quelle più all’avanguardia in tutta Europa, tant’è che a solamente tre anni dall’apertura, già non aveva più spazio sufficiente per far fronte ai grandi numeri di richieste di ricoveri tant’è che nel 1836 si aggiunse una quarta sede del Manicomio, un antico fabbricato degli ex-agostiniani scalzi, che formò la Succursale S. Agostino degli Scalzi.
A Simoneschi successero alla direzione dell’istituto psichiatrico Francesco Maria Borrelli (1856 mar-magg), Federico Cleopazzo (1856-1860), Biagio Miraglia (1860-1869) e Federico Federi (1871-1876). Tra questi ricordiamo in particolare Biagio Miraglia, il quale delineò una struttura efficace di manicomio, proponendo la divisione degli alienati in otto distinti “quartieri”, uno per ciascuna delle classi di disturbi psichiatrici individuati dal medico in base alle diverse manifestazioni della follia, e di separare il tutto in due stabilimenti, uno per le donne ed uno per gli uomini, confinanti per mezzo di rispettivi giardini e comunicanti a mezzo di viale; tuttavia tale progetto non fu mai realizzato se non in parte. Inoltre, sotto la guida del Miraglia, ricordiamo il nuovo nome assunto dalla struttura, cioè Reale Manicomio di Aversa, in seguito alla nascita del Regno d’Italia all’indomani dell’unificazione, e anche importanti innovazioni riguardo agli spazi destinati ai laboratori ed un istituto di osservazione meteorologica per studiare i nessi scientifici tra patologie mentali e condizioni climatiche.

### 1876-1905: le innovazioni di Gaspare Virgilio

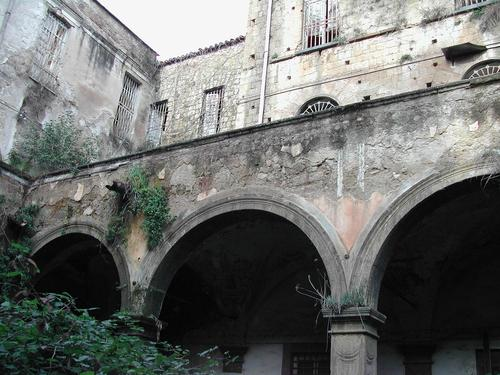
Reale Morotrofio di Aversa

Nel 1876 assistiamo ad una vera e propria svolta del Manicomio di Aversa, il cui protagonista fu senza dubbio il nuovo direttore, l’Alienista Gaspare Virgilio (1876-1905). Egli cambiò interamente la filosofia costruttiva: invece di un edificio unico si cominciò ad optare per più strutture, o padiglioni, indipendenti. Infatti la nuova struttura manicomiale finì per essere “modulare”, con molti edifici più piccoli, indipendenti e distanziati tra loro, ciascuno dotato di refettorio, sale comuni e laboratori per attività lavorative, connessi solo tramite viali alberati del comune parco. Tale scelta fu il frutto di un lungo dibattito medico concernente la definizione della tipologia manicomiale, che culminò nel settembre 1877 proprio ad Aversa nel II Congresso della Società Freniatrica, che orientò verso la distribuzione dei dementi in edifici sviluppati su uno o due piani, dalle dimensioni e volumetrie modeste, tra loro distanziati e connessi da viali alberati, esattamente come diventò la struttura di Aversa. Inoltre Virgilio, studioso “dell’anima criminale”, convinto assertore dell’“origine morbosa della delinquenza”, credeva fermamente nell’opportunità di assicurare una vigilanza particolare ai detenuti maniaci, cosa che il manicomio non era in grado di fare. Per cui, egli ottenne nel 1876 che si costituisse nelle carceri di S. Francesco da Paola, sempre ad Aversa, una sezione per criminali maniaci, che si trasformerà pochi mesi dopo nel primo manicomio criminale italiano. Un altro fondamentale provvedimento adottato dal Virgilio fu che, per far fronte all’insalubrità determinata dal sovraffollamento, dispose che il manicomio venisse isolato dalla città da un’alta recinzione muraria e che venisse destinato ai soli uomini e donne folli “curabili”, divisi in sei sezioni, rigorosamente separate fra loro, mentre i semi agitati, i sudici e i distruttori vennero rinchiusi nelle succursali.

### 1905-1946: la nuova legge sui manicomi e il bombardamento
Il governo italiano, dopo numerosissimi disegni di legge tra il 1877 e il 1897, che però non ebbero esito positivo, approvò il 14 febbraio 1904 la legge n. 36 sui Manicomi, accentuandone la caratteristica custodialistica. Agli psichiatri veniva infatti riconosciuto un grosso potere, in quanto ad essi era demandata in assoluto la decisione di ammettere e dimettere il malato di mente, e in un’epoca in cui il rapporto tra cittadini e Stato era esclusivamente di tipo autoritario, il manicomio diventò sempre più lo strumento ideale per il controllo sociale di ogni tipo di “devianza”, l’internamento diventò dunque funzionale a bloccare qualunque tipo di follia che minacciasse l’ordine pubblico. Intanto ad Aversa si denunciavano molte disfunzioni, dalla qualità del cibo alle pessime condizioni igieniche fino all’impiego smodato dei mezzi repressivi. Nonostante ciò, il manicomio di Aversa si trasformava sempre di più da luogo di cura ed assistenza a luogo di reclusione. Dopo le dimissioni di Gaspare Virgilio nel 1905, successe la reggenza di Giovanni Motti (1905-1907), cui seguì Eugenio La Pegna (1910-1940), che promosse una più estesa rete fognaria, la “modernizzazione” della lavanderia, ed una serie di interventi che rappresentarono una svolta verso la moderna concezione di ospedale psichiatrico, dove le condizioni igienico-sanitarie costituiscono un primario obiettivo al pari della sicurezza della reclusione. A La Pegna, come direttore successe Francesco Vizioli (1940-1944). Con lo scoppio della seconda guerra mondiale, il complesso venne seriamente danneggiato dal bombardamento della notte del 19 luglio 1943, e nel 1944 venne interamente requisito dalle truppe angloamericane per l’istituzione di un campo profughi, lasciando solamente un piccolo nucleo di ricoverati.

### 1946-1999: dal dopoguerra alla chiusura
All’indomani della fine della monarchia e l’avvento della Repubblica Italiana, il Reale Manicomio assunse la denominazione finale di “Ospedale Psichiatrico Santa Maria Maddalena”. A partire dagli Anni Cinquanta la Maddalena, così come gli altri manicomi, divenne campo di sperimentazione dei nuovi e rivoluzionari psicofarmaci e gli internati le cavie sulle quali studiarne gli effetti. Con l’arrivo degli anni Settanta, il vento cominciò a cambiare con la nuova concezione di malattia mentale e modalità con cui curarla: infatti il numero dei pazienti si ridusse drasticamente e con l'istituzione del servizio sanitario nazionale nel 1978 e la legge Basaglia del 1978 (che abrogò la precedente normativa del 1904) furono poi gettate le basi culturali e scientifiche del processo di chiusura dei manicomi. Infatti si sosteneva che per prevenire gli abusi, il trattamento sanitario doveva essere volontario e solo in casi estremi, regolamentati dalla legge, poteva essere obbligatorio, ed inoltre il malato doveva essere collocato in ospedale solo in situazioni di emergenza e restarvi solo per il periodo necessario. In seguito nell’aprile del 1994 venne approvato il Progetto Obiettivo Tutela Salute Mentale, che prevedeva come grossa novità la partecipazione dei pazienti e dei familiari alle scelte terapeutiche, con preferenza verso interventi ambulatoriali e domiciliari, accompagnati da attività che favorissero sbocchi lavorativi e il reinserimento nella società. In particolare, all’interno dell’edificio principale del Manicomio di Aversa vennero collocate alcune USL (oggi ASL). Fu inoltre istituito l’archivio storico dell’ex Ospedale psichiatrico, con il suo intero patrimonio librario. L’Ospedale fu definitivamente svuotavo nel 1998 e nel 1999 chiuso. Oggi, la maggior parte degli ambienti del corpo centrale sono completamente fatiscenti e sono dichiarati chiusi al pubblico per inagibilità a causa di dissesti statici e di continue infiltrazioni d’acqua.

## La struttura

### Le origini del complesso della Maddalena

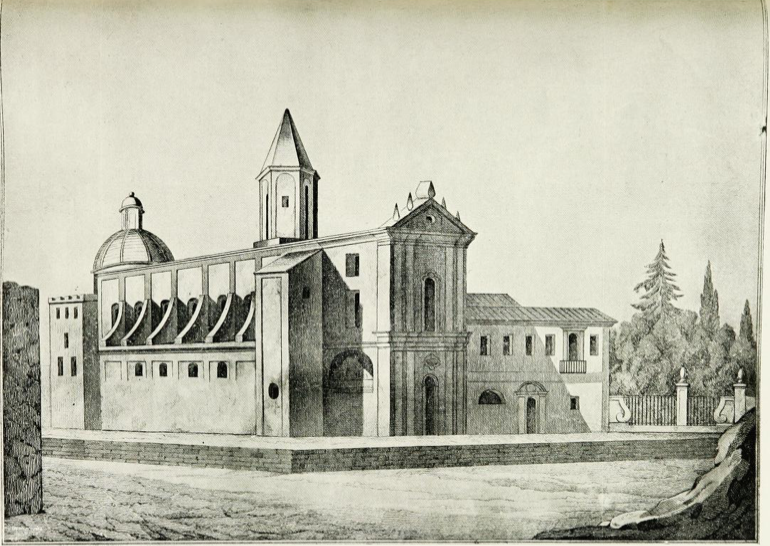
Le "Reali Case de' Matti" nell'anno 1813

Fin dal 1269 esisteva ad Aversa, nei pressi dell’antica porta S. Nicola, una chiesa di regia giurisdizione con annesso un ospedale per la cura della lebbra, fondato dal re Carlo I d’Angiò all’esterno delle mura angioine di Aversa, con la denominazione di Hospitale Leprosorum S. Mariae Magdalenae. Il complesso era gestito, come ipotizzato da Giovanni Parente, cittadino aversano illustre vissuto nell’Ottocento che dedicò la sua vita a far conoscere attraverso la letteratura la sua terra, dai Cavalieri ospedalieri di San Giovanni che all’epoca amministravano i due terzi dei lazzaretti europei, visto che il morbo era molto diffuso in tutti i paesi del vecchio continente. Dopo 154 anni di operosa attività, nel 1420 il complesso fu dimesso per due motivi principali: la diminuzione del numero di malati e il trasferimento parziale del lebbrosario a Sant’Eligio. Vi giunsero, quindi, i Frati Minori conventuali che lo ampliarono con nuove costruzioni per trasformarlo in convento, in particolare nell’anno 1430 Jacopo Scaglione di Aversa, appartenente ad un nobile casato, fece costruire il chiostro, dove un altro aversano, frate Angelo Orabona, fece aggiungere il pozzetto marmoreo al centro riportante una cicogna, stemma del suo casato. I frati vi risiedettero per un periodo di 393 anni fino a quando, nel 1813 la struttura venne espropriata dall’allora Re di Napoli, Gioacchino Murat, per fondarvi le “Reali Case de’ Matti”, in accordo con un vasto progetto di ammodernamento che prevedeva la confisca di centinaia di possedimenti ecclesiastici

### L'adattamento a struttura manicomiale
Il primo direttore, Giovanni Maria Linguiti, cominciò con i primi interventi di adeguamento e riorganizzazione dell’ex convento, finalizzati alla definizione di un nuovo ambiente che richiamasse quella vita quotidiana “esterna” negata agli alienati. Si procedette, dunque, alla messa in sicurezza degli ambienti di degenza, furono aumentati i servizi igienici, e fu ridotto, poi, il numero delle celle di isolamento in favore di maggiori spazi per attività lavorative e ludiche, tra cui una stamperia, una sala per la musica, una per il biliardo e quella delle “distrazioni”, un teatro e diversi ambienti comuni, in particolare le ampie aree verdi per salubri passeggiate.
Dal 1831, con la nuova direzione di Giuseppe Simoneschi, venne ideato un grande intervento edilizio di ampliamento e trasformazione, il cui progetto fu affidato all’architetto Nicola Stassano, sotto la guida dell’alienista Biagio Miraglia, che volle conservare la chiesa medievale e ampliare il primitivo impianto con “nuove linee”. Si stabilì, quindi, la continuità con la vecchia struttura religiosa, ricorrendo a un sistema di addizione modulare dei nuovi corpi, in modo da includere il primitivo impianto nello sviluppo regolare e ortogonale della planimetria dalla singolare forma a “T”. Sfortunatamente solamente una piccola parte di questo progetto fu messa in opera mentre tutto il resto non verrà mai portato a termine.
Nel 1860, con il ritorno di Biagio Miraglia in qualità di direttore, il complesso della Maddalena venne adattato al modello di manicomio italiani. Distribuiti i malati in otto distinti “quartieri”, uno per ciascuna delle classi – o “famiglie”, come le definì il medico – in cui aveva suddiviso le manifestazioni della follia, separò i malati per sesso in due stabilimenti tra loro confinanti per mezzo di rispettivi giardini e comunicanti con viali interni.) L’architetto principale fu ancora una volta Stassano, che organizzò la nuova struttura su due livelli con un servizio igienico per piano, col sistema dei wc mobili. Inoltre, venne ripristinato l’antico teatro, riaperto nuovamente al pubblico nel 1864. Le opere preventivate, però, subirono presto un considerevole rallentamento, a causa della scarsezza delle risorse economiche, al punto che, nel 1869, anno delle dimissioni di Miraglia, la struttura versava in un profondo stato di abbandono.
Nel 1876, con la nomina di Gaspare Virgilio a direttore, si registrò una notevole svolta verso una tipologia differente di manicomio: dal principio dell’edificio unico si passa a una struttura mista distribuita in padiglioni, ciascuno dei quali, separato e organizzato come un “quartiere” indipendente, venne dotato di refettorio, sale comuni e laboratori per attività lavorative. Acquistate aree circostanti come premessa per l’insediamento di nuovi quartieri, si costruì prima il quartiere delle “agitate”, poi, quello delle “sudicie”, quindi, quello degli uomini “semitranquilli”, e, infine, degli uomini “sudici”; alle donne “semitranquille” vennero invece riservati i locali dell’edificio principale, lasciati liberi dal trasferimento degli uomini. Inoltre, nel 1878, si procedette all’esproprio dei primi 15 moggi di terreni limitrofi per la realizzazione della cosiddetta Colonia agricola, che può considerarsi la maggiore innovazione apportata al progetto iniziale, sulla scia del principio che la coltivazione sia un’efficace cura per quei mentecatti maggiormente versati in tali attività o, di contro, non idonei a svolgere alcun altro tipo di lavoro.
Nel 1910 venne nominato direttore l’alienista Eugenio La Pegna, che promosse la costruzione di nuovi padiglioni, realizzati in calcestruzzo armato e con ampi ambienti duttili, facilmente suddivisibili all’occorrenza, che rappresentano una svolta verso la moderna tipologia dell’ospedale psichiatrico, dove le condizioni igienico-sanitarie costituiscono un primario obiettivo progettuale al pari della sicurezza della reclusione.
Durante la seconda guerra mondiale peggiora lo stato di abbandono della struttura, che, inoltre, subisce ingenti danni per il bombardamento della notte del 19 luglio 1943. In questo stesso anno, le forze alleate anglo-americane requisiscono una sezione della struttura per alloggiarvi una deputazione militare. Nel 1947, durante la direzione di Clemente Enselmi, cominciò la grande ristrutturazione, che durò fino agli inizi degli anni Settanta, ma l’Ospedale Psichiatrico “Santa Maria Maddalena” iniziò a risentire dell’ondata di rinnovamento che stava coinvolgendo le strutture manicomiali a seguito dell’azione promossa da Franco Basaglia, poi confluita nella nota legge n.180 del 13 maggio 1978.  Già prima dell’applicazione legislativa, all’interno dell’edificio principale vengono insediate alcune sezioni dell’USL 20, finché, negli anni successivi, è qui istituito l’archivio storico dell’ex Ospedale psichiatrico con il suo intero patrimonio librario. L’Ospedale psichiatrico, svuotato nel 1998, chiude l’anno dopo e si avvia in una fase di assoluta incuria e declino.
Oggi, la maggior parte degli ambienti del corpo centrale sono completamente fatiscenti. Dal 2013 è in corso di definizione un protocollo di intesa tra il Comune di Aversa, l’ASL di Caserta e l’Università degli Studi della Campania “Luigi Vanvitelli” per uno studio finalizzato al recupero del complesso di S. Maria Maddalena e dell’area circostante.

## L'archivio storico
Attualmente il Centro Ricerche sulla Psichiatria e le Scienze Sociali “Le Reali Case dei matti”, coordinato da Candida Carrino, con sede presso l’edificio storico del manicomio di Aversa, si occupa del lavoro di recupero e valorizzazione del patrimonio documentario dell’ex-ospedale psichiatrico di Aversa. Il manicomio “S. Maria Maddalena" di Aversa presenta al suo interno un archivio storico contenente circa 70.000 unità archivistiche, di cui 32000 cartelle cliniche, che documentano il periodo storico a partire dalla fine del 1800 (precisamente 1880). Le cartelle cliniche sono le testimonianze delle storie di donne e uomini scritte per prendere atto della causa dell’internamento presso l’ex-ospedale, e forniscono numerose informazioni sulla vita dei pazienti prima dell’internamento che convergono ad un’analisi psicologica-comportamentale, delineando il loro percorso di vita. Spesso è possibile ritrovare lettere degli internati destinate ai familiari nelle quali raccontano la loro esperienza all’interno del manicomio. La cartella clinica di un determinato paziente inizia con una parte compilata dal medico curante, il “formulario”, che prevede quattro sezioni differenti (secondo l’articolo 52 dello Statuto Organico del Manicomio di Aversa): i dati anagrafici (generalità, stato civile, occupazione, grado di istruzione), malattie somatiche (malattie nervose, lesioni traumatiche), predisposizioni al disturbo mentale, e infine lo “status praesens” del paziente con diagnosi e prognosi per individuare tendenze patologiche all’interno della famiglia d’origine. Uno spazio maggiore, invece, è dedicato alla descrizione della manifestazione della malattia e del modo in cui si sviluppa.

### La cartella clinica di una donna: Mariagrazia A.
La cartella clinica di Mariagrazia A. presenta la data del ricovero: 29 Settembre 1898. Il suo medico condotto è Alessandro Chiaiano, il quale compila il formulario standard iniziale e ricostruisce le vicende di vita della donna e della sua famiglia. La storia della malattia di Mariagrazia sembra essere legata alla decisione familiare di far allontanare il futuro marito della giovane a causa di problemi economici della famiglia di Mariagrazia. La donna infatti era stata promessa in sposa al suo fidanzato, ma il matrimonio era sempre stato rimandato per questioni economiche, fino a quando il giovane deciderà di allontanarsi da Mariagrazia. Viene a delinearsi un quadro completo in cui il comportamento “deviante” di Mariagrazia appare come una forma di ribellione ad una decisione familiare non condivisa dalla donna. Il medico curante si occupa di descrivere i comportamenti di Mariagrazia dopo questa decisione fino a quando non si giunge alla celebrazione dell’atteso matrimonio e i due vivono i primi anni di vita coniugale. Tuttavia, la sofferenza psichica di Mariagrazia torna ben presto a manifestarsi con comportamenti taciturni e rifiuti di occuparsi delle ordinarie faccende domestiche. Per migliorare la propria condizione familiare i due giovani decidono di partire per un viaggio presso un santuario. Ma il percorso di Mariagrazia non termina qui: “Approfittando della presenza in questo santuario di un medico bolognese, fu fatta visitare da questi e venne messo giudizio essere dipendenti i disturbi mentali patiti da malattia uterina che aveva bisogno per la guarigione di un raschiamento della mucosa endouterina”, Una successiva diagnosi la definisce “malinconia con delirio”: “Si tenga in campagna in luogo isolato lontana dalle persone di famiglia e ben sorvegliata. Si badi specialmente alla possibilità del suicidio o di raptus con impulsi che potrebbero riuscire di grave pericolo specialmente alle persone di famiglia a causa del contenuto delirante”. A questo punto il manicomio di Aversa si prenderà cura di Mariagrazia, stabilendo che la sua malattia fosse la conseguenza di una familiarità patogena: “una zia paterna pazza, il padre paralitico, una sorella isterica ed un fratello ha sofferto di un tremore nervoso”. La storia di Mariagrazia riscostruisce un comportamento deviante, da aperta ribellione a definita malattia mentale.

### La cartella clinica di un uomo: Achille S.
Achille S. è un calzolaio ricoverato il 15 aprile 1898, a soli 18 anni, nel manicomio di Aversa per convulsioni epilettiche. L’epilessia è una condizione patologica cronica del cervello che si manifesta clinicamente attraverso crisi più o meno ricorrenti. Inizialmente considerata “il male sacro”, con l’epilessia si faceva riferimento alla possibilità di contatto con uno spirito maligno che avesse catturato il paziente. Al paziente Achille viene fatta diagnosi di frenosi epilettica, confermata da “evidenti” tratti somatici. Il medico inoltre aggiunge che “all’età di 13 anni scarsamente alimentato, sentì indebolirsi gradatamente e fu colto da convulsione in mezzo alla pubblica strada, dove lavorava come bracciante e nel cadere fu contuso da una pietra che trasportava. "Questo fu l’inizio delle manifestazioni epilettiche”. All’interno della cartella clinica è presente una lettera che mostra lo stato psicologico del paziente durante il suo periodo di internamento:
Il 28 dicembre 1904 il fratello Saverio scrive da New York ad Achille una lettera, sempre presente nella cartella clinica del paziente:
L’impressione è che il fratello Saverio non conosca la reale condizione di Achille.